# Szczepankowo (województwo kujawsko-pomorskie)
Szczepankowo – wieś w Polsce, położona w województwie kujawsko-pomorskim, w powiecie mogileńskim, w gminie Dąbrowa.

## Podział administracyjny

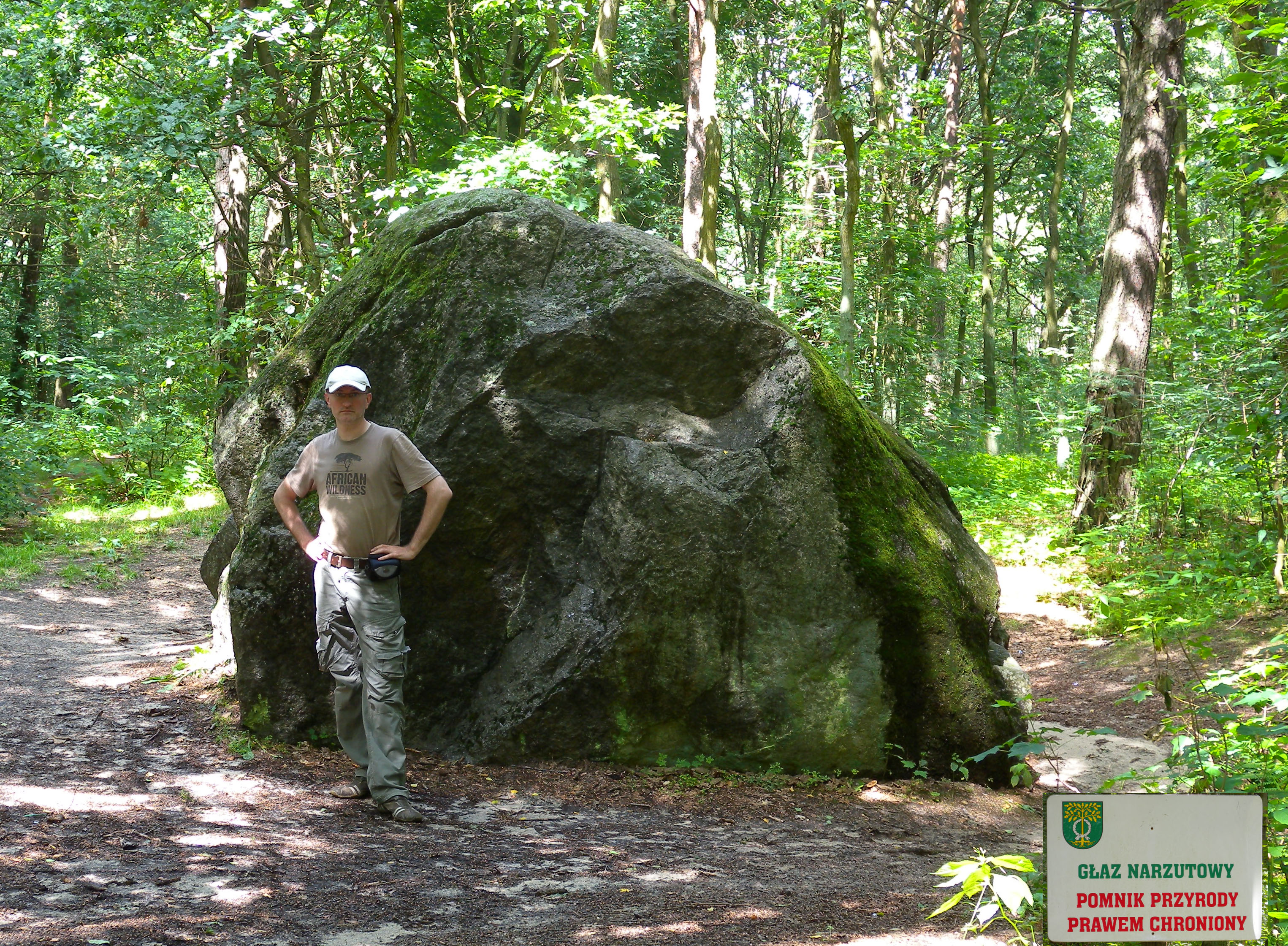
Głaz narzutowy Kamienny Dom

Wieś duchowna, własność kapituły katedralnej gnieźnieńskiej, pod koniec XVI wieku leżała w powiecie kcyńskim województwa kaliskiego. W latach 1975–1998 miejscowość położona była w województwie bydgoskim.

## Demografia
Według Narodowego Spisu Powszechnego (III 2011 r.) liczyła 103 mieszkańców. Jest dwunastą co do wielkości miejscowością gminy Dąbrowa.

## Grupy wyznaniowe
Miejscowość należy do parafii św. Bartłomieja w Szczepanowie.

## Pomniki przyrody
W pobliżu znajdują się 2 pomniki przyrody: Aleja Modrzewiowa i głaz narzutowy "Kamienny Dom".